# Madison McLeish
Madison McLeish (* 31. Oktober 1992 in Richmond Hill) ist eine kanadische ehemalige Skirennläuferin. Sie startete in allen Disziplinen.

## Biografie
Madison McLeish wuchs in Whistler auf und stand als Zweijährige erstmals auf Skiern. Im Alter von elf Jahren begann sie in einem Nachwuchsprogramm des Whistler Mountain Ski Club mit regelmäßigem Training und Teilnahme an Rennen. Nach einer Hüftverletzung, aufgrund derer sie im gesamten Winter 2007/2008 keine Rennen bestreiten konnte, nahm McLeish in der Saison 2008/2009 erstmals an FIS-Rennen sowie den kanadischen Meisterschaften teil. Sie erreichte in FIS-Rennen schon bald Podestplätze und feierte noch vor Saisonende ihren ersten Sieg. Nach ihrer Aufnahme in das Alberta Ski Team nahm sie ab der Saison 2009/10 auch an Rennen im Nor-Am Cup teil. Ihr erster Podestplatz in dieser Rennserie gelang ihr am 28. Februar 2010 mit Rang drei in der Super-Kombination von Aspen. Im Oktober 2010 erlitt McLeish beim Training in Österreich eine Gehirnerschütterung, worauf sie eine sechswöchige Pause einlegen musste. Im Dezember 2010 nahm sie wieder an Wettkämpfen teil und feierte am 13. des Monats mit dem Gewinn des Super-Gs in Panorama ihren ersten Sieg im Nor-Am Cup. Bei den Juniorenweltmeisterschaften 2011 in Crans-Montana erzielte sie in Super-G und Riesenslalom zwei Top-15-Ergebnisse. Am Ende des Winters wurde sie Kanadische Meisterin im Super-G.
Im Mai 2011 wurde McLeish in den Kader des Kanadischen Skiverbandes aufgenommen. Sie fuhr am 4. Dezember desselben Jahres in Lake Louise ihr erstes Weltcuprennen, kam in diesem Super-G aber nur als Vorletzte ins Ziel.

## Erfolge

### Juniorenweltmeisterschaften
- Crans-Montana 2011: 14. Super-G, 15. Riesenslalom, 40. Abfahrt

### Nor-Am Cup
- Saison 2009/10: 5. Super-Kombinations-Wertung
- Saison 2010/11: 9. Gesamtwertung, 5. Super-Kombinations-Wertung, 6. Super-G-Wertung, 7. Slalomwertung

- 4 Podestplätze, davon 1 Sieg:

| Datum             | Ort      | Land   | Disziplin |
| ----------------- | -------- | ------ | --------- |
| 13. Dezember 2010 | Panorama | Kanada | Super-G   |

### Weitere Erfolge
- 1 kanadischer Meistertitel (Super-G 2011)
- 3 Siege in FIS-Rennen